# Relaciones Costa Rica-Guatemala
Las relaciones Costa Rica-Guatemala se refieren a las relaciones internacionales que existen entre Costa Rica y Guatemala.
Históricamente, ambos países formaban parte del Imperio español hasta principios del siglo XIX. Hoy en día, ambos países son miembros de pleno derecho del Grupo de Río, de la Unión Latina, de la Asociación de Academias de la Lengua Española, de la Organización de Estados Americanos, Organización de Estados Iberoamericanos, de la Comunidad de Estados Latinoamericanos y del Caribe, del Grupo de Cairns, y del Grupo de los 77.
Las relaciones oficiales entre Costa Rica y Guatemala se formalizaron el 18 de agosto de 1839 con la firma del tratado de amistad y alianza Carrillo-Toledo, suscrito entre el Jefe de Estado de Costa Rica Braulio Carrillo Colina y el Comisionado de Guatemala José Nazario Toledo. Aunque este tratado no llegó a canjearse, a partir de su firma ambos Estados mantuvieron relaciones oficiales.

## Relaciones diplomáticas
- Costa Rica tiene una embajada en Ciudad de Guatemala.[2]
- Guatemala tiene una embajada en San José.[3]